# Ксавери (Куявсько-Поморське воєводство)
Ксавери (пол. Ksawery, нім. Xavershof) — село в Польщі, у гміні Хростково Ліпновського повіту Куявсько-Поморського воєводства.
Населення — 42 особи (2011).
У 1975-1998 роках село належало до Влоцлавського воєводства.

## Демографія
Демографічна структура станом на 31 березня 2011 року:
|          | Загалом | Допрацездатний вік | Працездатний вік | Постпрацездатний вік |
| -------- | ------- | ------------------ | ---------------- | -------------------- |
| Чоловіки | 20      | 5                  | 13               | 2                    |
| Жінки    | 22      | 5                  | 14               | 3                    |
| Разом    | 42      | 10                 | 27               | 5                    |